# صالحک
صالحک، روستایی از توابع بخش مرکزی شهرستان امیدیه در استان خوزستان ایران است.

## جمعیت
این روستا در دهستان آسیاب قرار دارد و براساس سرشماری مرکز آمار ایران در سال ۱۳۸۵، جمعیت آن ۲۰۵ نفر (۴۰خانوار) بوده‌است. اکثر خانواده های این روستا خانواده های آغاجری  و آقاجری قره باغی هستند.
عمده فعالیت مردمان این روستا کشاورزی از جمله کشت کنجد و گندم و غیره و دامداری و پرورش دام می باشد .